# モーニング・グローリー (気象現象)

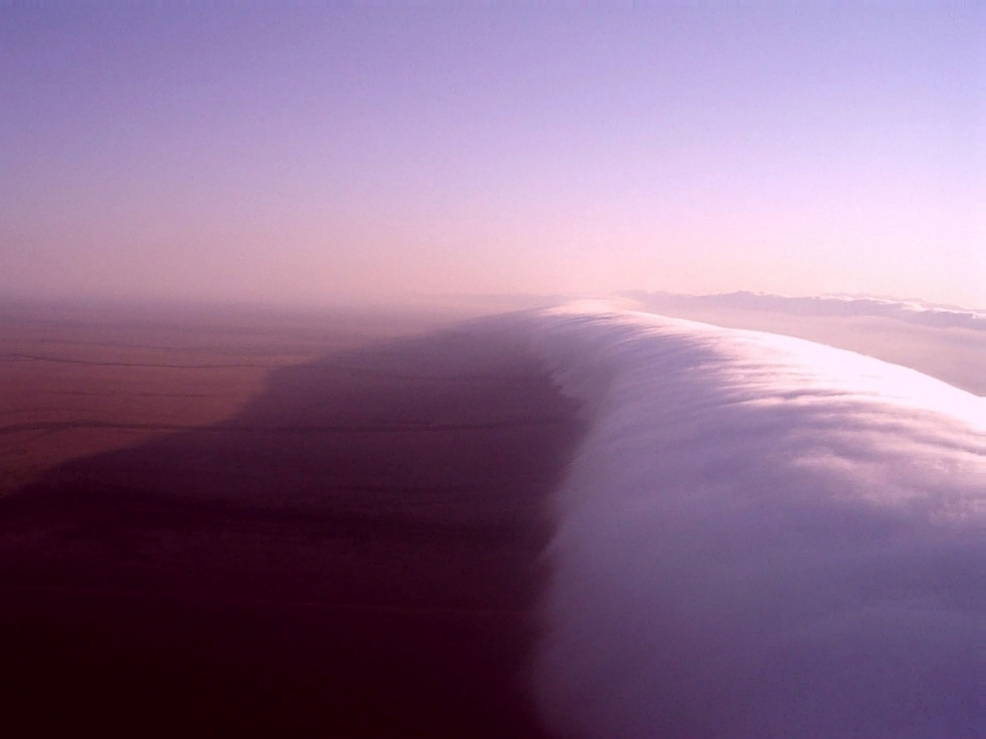
飛行機から撮影したモーニング・グローリーの雲。かなり遠くまで続く長い雲だと推測できる。

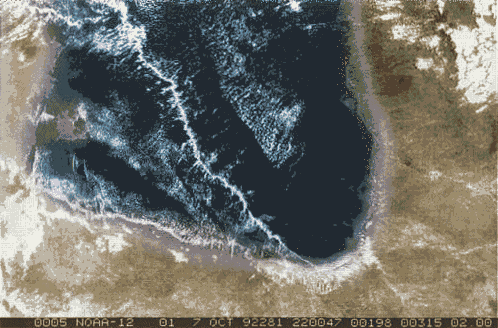
気象衛星が撮影した雲の帯。2列ほど見える。

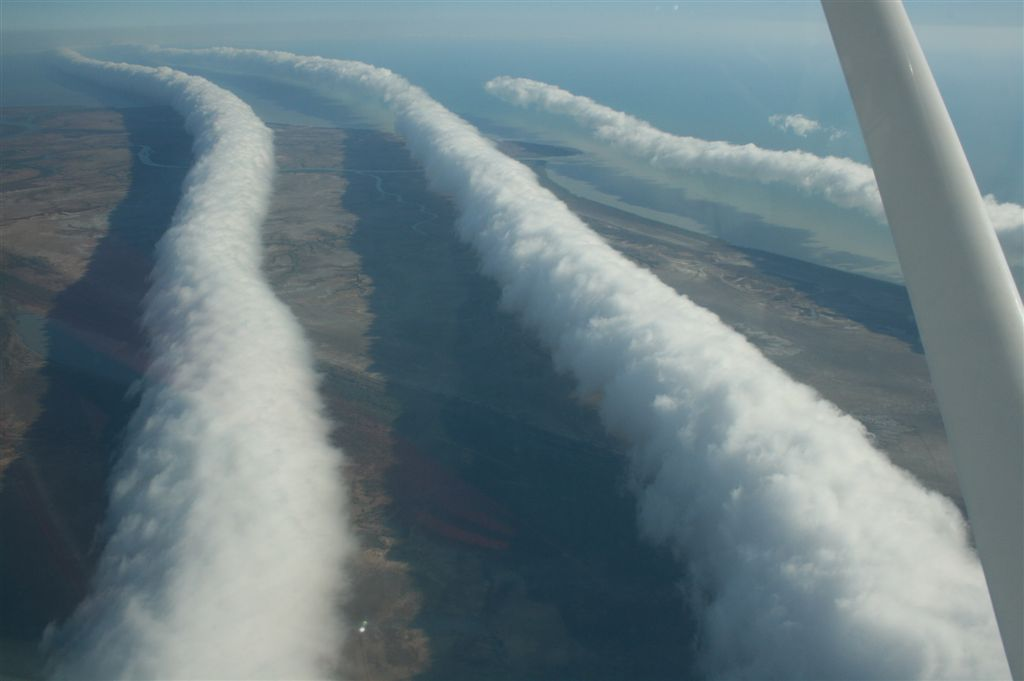
3列並んだモーニング・グローリーの雲

モーニング・グローリー（Morning Glory Cloud、巨大回転雲、巨大ロール雲とも表記されることもある）は、朝方を中心に現れる、巨大なロール状の雲の帯のことである。

## 概要
オーストラリア北部のカーペンタリア湾付近でよく観測され、他にはアメリカ中部、イギリス海峡、ドイツのベルリン周辺、ロシア東部、アイスランド、オーストラリアの海岸部などで観測される。また、メキシコのコルテス海、大西洋のセーブル島、オーストラリアのキンバリー地域、アラビア海などでも類似の現象が稀に観測される。
佐渡市相川沖の西約120キロメートルの日本海上で観測された事例もある。
最もよく観測される場所はオーストラリア連邦北東部クイーンズランド州のバークタウンとされる。この雲を発生させる気流に乗ることができるため、グライダー乗りにとっては人気スポットとなっている。このあたりのモーニング・グローリーの雲は高度1-2キロメートルにでき、長さは最大1,000キロメートルに達し、最大で時速60キロメートルもの速度で移動する。
スコールと呼ばれる強い風が吹き、低い高度に激しいウインドシアができるため、この雲の通過時には地上でも短時間で大きく気圧が変動する。雲の帯の進行方向前面では強い上昇気流、後面では下降気流があって鉛直方向に激しく回転している。この気流を波と考えると、山が1つしかない孤立波といえる。

## 原因
そのメカニズムは複雑であると考えられているが、オーストラリアのモーニング・グローリーの原因については2つの考え方がある。
1. ヨーク岬半島を通過する海風前線によるもの。海風前線は陸風前線とも呼ばれ、海風と陸風が衝突してできる前線でこの前線によりメソスケールの循環が発生して雲ができるとされる。
2. オーストラリア北部の高気圧とオーストラリア中央部を南北に横切る前線帯という、大規模な現象。

地元では発生の際に湿度が高くなり、前日には強い海風が吹いていたことが多いとされている。
こういったことから、以下のようなメカニズムが考えられる。
ヨーク岬半島は広大なため、日中は東岸と西岸の両方で海風前線が形成される。2つの海風前線は半島中央部で1つになり、上昇気流を生じ、雲の帯を発達させる。夜になると半島中央部の空気は冷えて下降し、空気の成層が逆転する逆転層（接地逆転層）が発生する。
逆転層では上の空気よりも下の空気のほうが密度が高いため、下降気流から水平に広がった冷たい気流は逆転層の下を進み、ヨーク岬半島からカーペンタリア湾に向かって西向きに列を成して進む。この気流はやがて周りの空気と衝突して上昇し、上昇した空気は上空で東向きに戻ってから下降して渦ができる。
この渦では上昇気流の部分で断熱冷却による雲が発生し、下降気流の部分では雲が蒸発して消えていく。雲は常に渦の先端にある。この渦は夜遅くに発生し、気温が最も低くなる早朝は湿度が高くなって雲を発生させやすくなる。日中になって地上の気温が上がり、逆転層が解消されると消える。
以上のメカニズムが、最も一般的な成因と考えられている。